# Oligosita flavoflagella
Oligosita flavoflagella är en stekelart som beskrevs av Lin 1994. Oligosita flavoflagella ingår i släktet Oligosita och familjen hårstrimsteklar. Inga underarter finns listade i Catalogue of Life.